# 王樸 (洪武進士)
王樸（?—?），本名权，后朱元璋赐名樸，陝西等處行中書省奉元路同州（今陕西大荔）人，明朝進士、政治人物。

## 生平
王朴為洪武十八年(1385年)進士，任吏部给事中，因性格鲠直被免職。不久，起複為御史，数次与朱元璋争辩是非。某日其争执不饶，后被朱元璋下令杀死，到集市时召还，并下谕令问其是否改过。其回答道：“愿速死”。此后朱元璋大怒下令行刑，路过史馆时，王朴大喊：“学士刘三吾志之，某年月日皇帝杀无罪御史朴也。”終被殺戮。